# Бар-закусочная «Будапешт»
«Бар-закусочная „Будапешт“» — художественный фильм итальянского режиссёра Тинто Брасса.
Фильм не рекомендуется просматривать детям и подросткам моложе 16 лет.

## Сюжет
Немолодой адвокат (Джаннини) в поисках денег, необходимых для оплаты аборта близкой знакомой — проститутки — соглашается на заманчивое предложение пятнадцатилетнего авантюриста, известного по прозвищу Молекула. Первое задание — навести порядок в снэк-баре «Будапешт». В ходе погрома адвокат внезапно узнаёт в жене хозяина свою бывшую подзащитную, и, вступившись за неё, убивает одного из боевиков. В отместку Молекула отправляется в больницу, где лежит подруга адвоката.

## В ролях
- Джанкарло Джаннини
- Франсуа Негре
- Филипп Леотар

## Интересные факты
- Фильм снят по роману Марко Лодоли и Сильвии Бре.
- Сам Тинто Брасс снялся в эпизодической роли в своём фильме.